# روز خاص (ترانه)
روز خاص  (به انگلیسی: Día Especial)نام ترانه‌ای از از هنرمند اهل کلمبیا شکیرا است که در ۲۱ مارس ۲۰۰۶ منتشر شد. این ترانه از آلبوم دلبستگی دهانی جلد ۱ می باشد.